# Aluminium Laufen
Aluminium-Laufen AG Liesberg ist ein Schweizer Unternehmen der Metallindustrie mit Sitz in Liesberg, Kanton Basel-Landschaft.
Das Unternehmen ist im Bereich der Fertigung von Aluminium-Halbzeug tätig und ist spezialisiert auf die Herstellung von einbau-/montagefertigen Gussteilen und Strangpressprofilen mit hohen Anforderungen an Qualität und Präzision.
Die Jahresproduktion von über 26'000 Tonnen wird zu rund 55 Prozent ins umliegende Ausland (Deutschland, Frankreich) in erster Linie an Hersteller im Automobil- und Bausektor exportiert.

## Geschichte
Das Unternehmen wurde 1927 in Laufen gegründet und hat ein Jahr später die Produktion von Aluminiumbehältern und Aluminium-Gussteilen aufgenommen. 1961 wurde in Liesberg ein neues Strangpresswerk gebaut und in den folgenden Jahren laufend erweitert. Mit dem Bezug der neuen Giesserei und des Verwaltungsgebäudes in Liesberg befindet sich seit 1993 wieder der ganze Betrieb auf dem gleichen Areal. Nachdem während über 75 Jahren die Gründerfamilien die Hauptaktionäre stellten, wurde das Unternehmen 2005 im Rahmen einer Nachfolgeregelung von einer Gruppe mehrheitlich lokaler Unternehmerpersönlichkeiten unter Führung des Laufener Unternehmers Alex Kummer übernommen.

## Produkte

### Strangpressprofile
Neben einem umfangreichen Sortiment an Standardprofilen werden auch Spezialprofile in bisher mehr als 40'000 verschiedenen Querschnitten produziert. Eine Spezialität sind u. a. isolierte Profile (mit thermischer Trennung) für den Fenster- und Fassadenbau.
Am Standort in Liesberg fertigen drei Strangpressanlagen Aluminiumprofile im Gewichtsbereich zwischen 200 g/m und 18 kg/m. Die drei Strangpressanlagen der Aluminium Laufen weisen Presskräfte von 2700, 3500 und 4000 Tonnen auf. Jährlich werden rund 1000 neue kundenspezifische Profil-Werkzeuge eingerichtet.

### Aluminiumguss
Je nach Spezifikation, mechanischen, thermischen und chemischen Beanspruchungen bei der Weiterverwendung und der benötigten Anzahl werden die Gussteile mit dem Kokillenguss-, dem Niederdruckguss- oder dem Druckguss-Verfahren hergestellt. Die Konstrukteure und Formenbau-Spezialisten setzen CAD- und Simulationsprogramme ein.